# Bartensleben
Bartensleben és un nucli del municipi d'Erxleben a l'estat de Saxònia-Anhalt que té uns 336 habitants. La població continua minvant, el 1939 encara tenia 545 habitants.
Bartensleben és a la confluència del Beek (Bäck), Salzbach i de l'Aller. Al nord-oest hi ha el gran Bosc de Bartensleben (Bartenslebener Forst) (200 hectàrea|hectàrees) al nord-est el paisatge protegit Allertal-Lappwald-Harbke i al sud la zona de conreu.
El poble es compon de dos nuclis: Gross Bartenleben i Klein Bartensleben. El primer esment escrit Bertensleve data de l'any 1112. Pertanyia al principat bisbal d'Halberstadt que va investir un senyor que va prendre el nom del poble. La nissaga dels Bartensleben (extingida al segle xvii) va desenvolupar des de l'edat mitjana el poble a l'entorn d'un castell aquàtic (Wasserburg). Més establir-se a Wolfsburg. El burg passa primer a la nissaga dels Berwinkel i des del 1467 el príncep-bisba va investir la nissaga dels Veltheim. Aquests van construir al segle xviii el castell actual, més al gust del temps. Després de la Segona Guerra Mundial, el govern de la República Democràtica Alemanya (RDA) va expropiar les famílies nobles. El castell va passar a l'Administració militar soviètica, després a l'exèrcit popular nacional i fins al 1990 com a residència de gent gran. Després de la reunificació alemanya va ser privatitzat. Les masies van esdevenir la seu d'una cooperativa de producció agrícola que va ser abrogada per llei el 1990 i reemplaçat per un sistema d'economia de mercat privatitzat.
Llocs d'interès
- Castell dels Veltheim
- La vall del Beek (Bäck), monument natural
- L'església romànica de Gross Bartensleben
- Molí d'aigua a l'Aller
- Bosc de Bartensleben (Bartenslebener Forst), una reserva natural creada el 1961

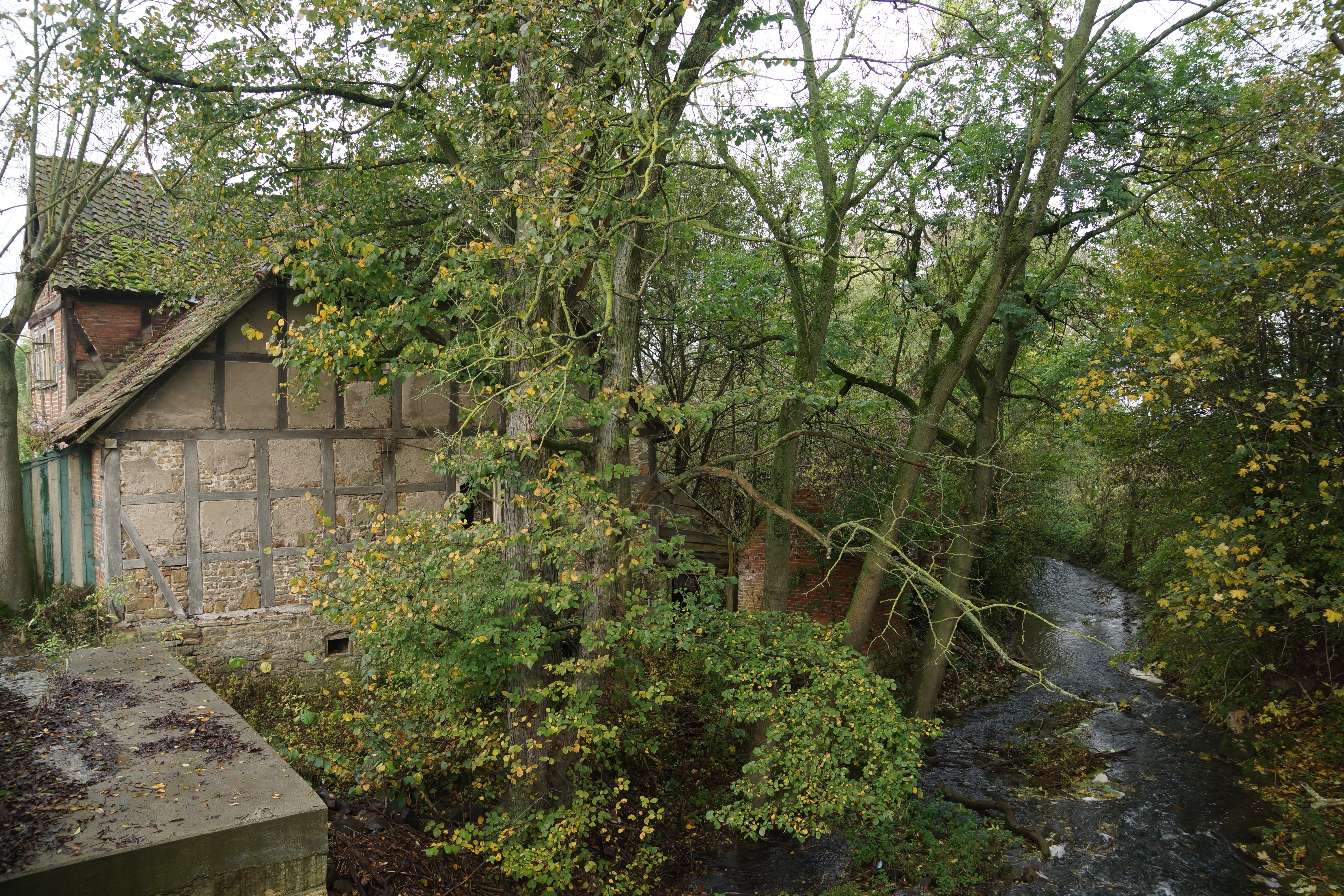
El molí d'aigua a l'Aller
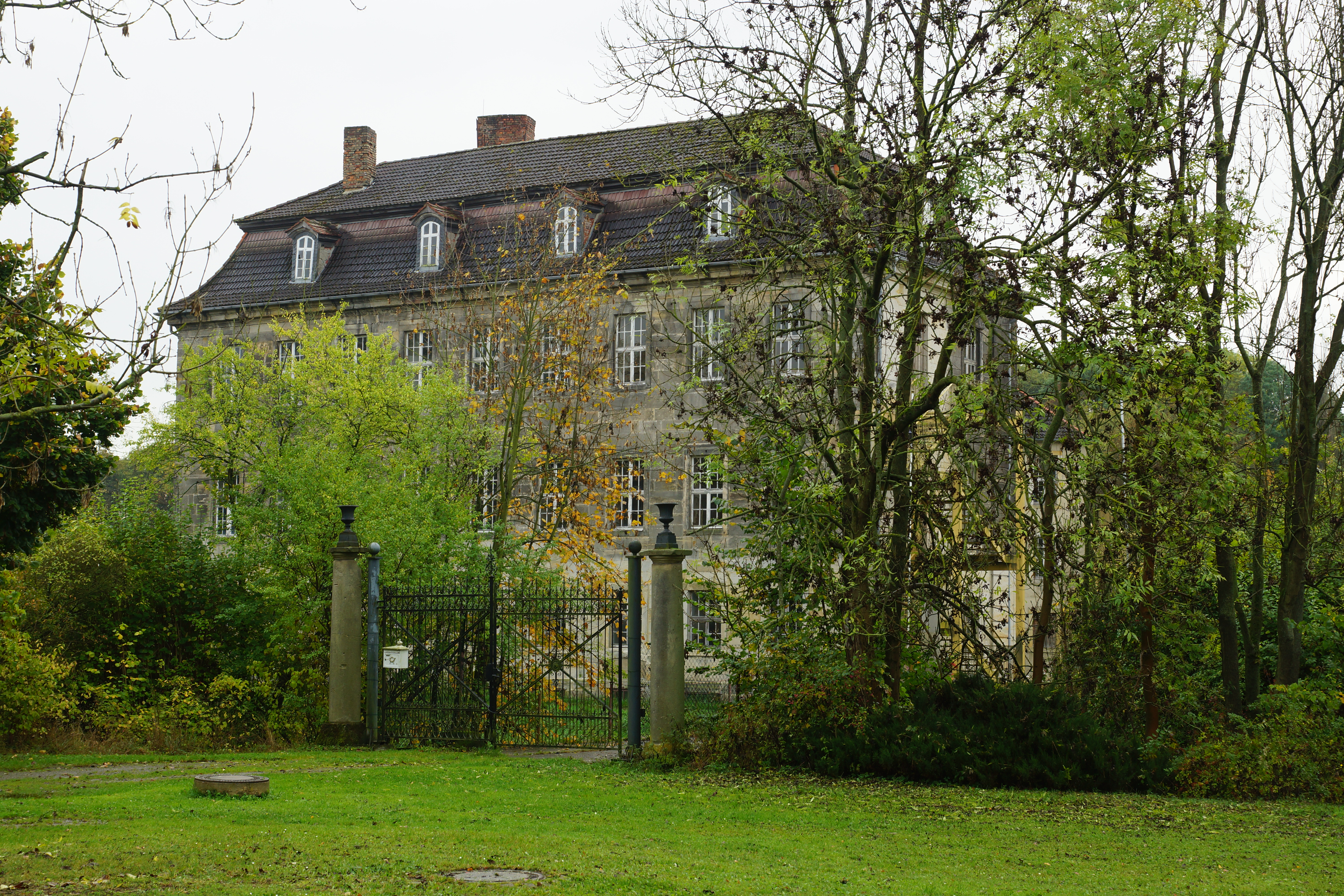
Castell dels Veltheim
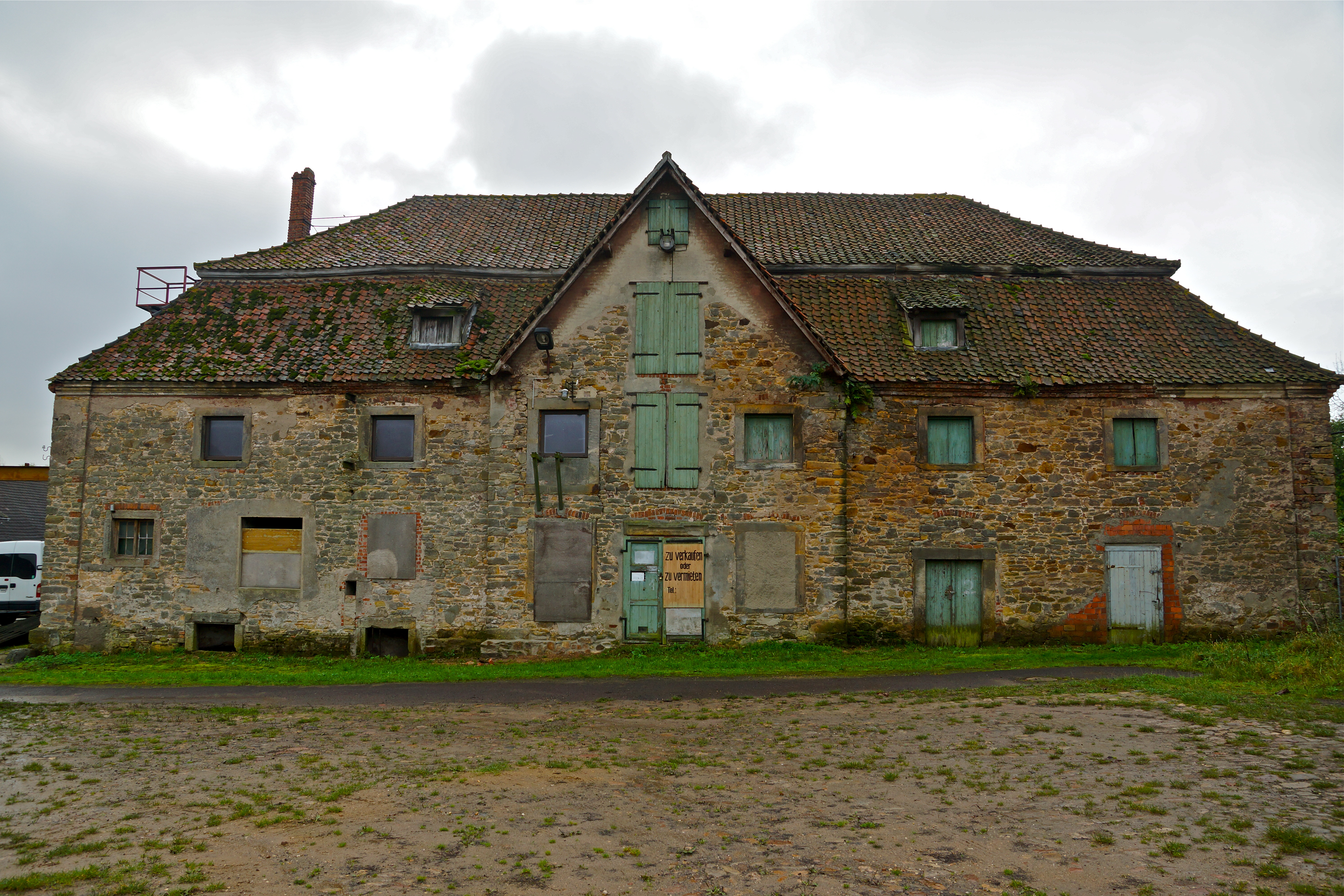
Masia

## Enllaços i referències
A Wikimedia Commons hi ha contingut multimèdia relatiu a: Bartensleben

1. ↑  Rademacher, Michael. «Deutsche Verwaltungsgeschichte von der Reichseinigung 1871 bis zur Wiedervereinigung 1990» (en alemany), . Arxivat de l'l original el 2017-09-09. [Consulta: 21 octubre 2014].
2. ↑  «Bartenslebener Forst» (en alemany). Naturschutzgebiete in Sachsen-Anhalt.   Landesverwaltungsamt Sachsen-Anhalt, 23 juliol 2014. Arxivat de l'original el 2014-03-14. [Consulta: 25 octubre 2014].
3. ↑  «Bartensleben» (en alemany). Web del municipi conjunt de Flechtingen, 2014. [Consulta: 25 octubre 2014].[Enllaç no actiu]
4. ↑  «Gesetz über die strukturelle Anpassung der Landwirtschaft an die soziale und ökologische Marktwirtschaft in der Deutschen Demokratischen Republik (Landwirtschaftsanpassungsgesetz - LwAnpG) (Llei sobre l'adapació estructural de l'agricultura a l'economia del mercat social i ecològica a la RDA)» (en alemany). Gesetze im Internet (Lleis en línia).  Berlín:  Ministeri federal de justícia i protecció dels consumidors, 29 juny 1990. [Consulta: 25 octubre 2014].